# بيل بينكرتون
بيل بينكرتون (بالإنجليزية: Bill Pinkerton)‏ هو لاعب كرة قدم بريطاني في مركز حراسة المرمى، ولد في 23 ديسمبر 1932 في Cathcart ‏ في المملكة المتحدة. لعب مع نادي كوينز بارك.